# آیگهات
آیگهات (به ارمنی: Այգեհատ) یک روستا در ارمنستان است که در استان لوری واقع شده‌است. آیگهات در ۴۳ کیلومتری شمال شرق وانادزور، مرکز استان لوری واقع شده است.

## خصوصیات
آیگهات  ۳۳۲ نفر جمعیت دارد و در ۱۱۵۰ ارتفاع  متر بالاتر از سطح دریا قرار گرفته است.
| سال   | ۱۸۳۱ | ۱۸۸۶ | ۱۹۲۲ | ۱۹۵۹ | ۱۹۷۰ | ۱۹۷۹ | ۱۹۸۹ | ۲۰۰۱ | ۲۰۰۴ |
| جمعیت | ۸۸   | ۳۳۷  | ۵۰۰  | ۳۹۱  | ۳۶۶  | ۲۹۵  | ۴۷۸  | ۳۳۲  | ۲۷۷  |